# Aculepeira ceropegia

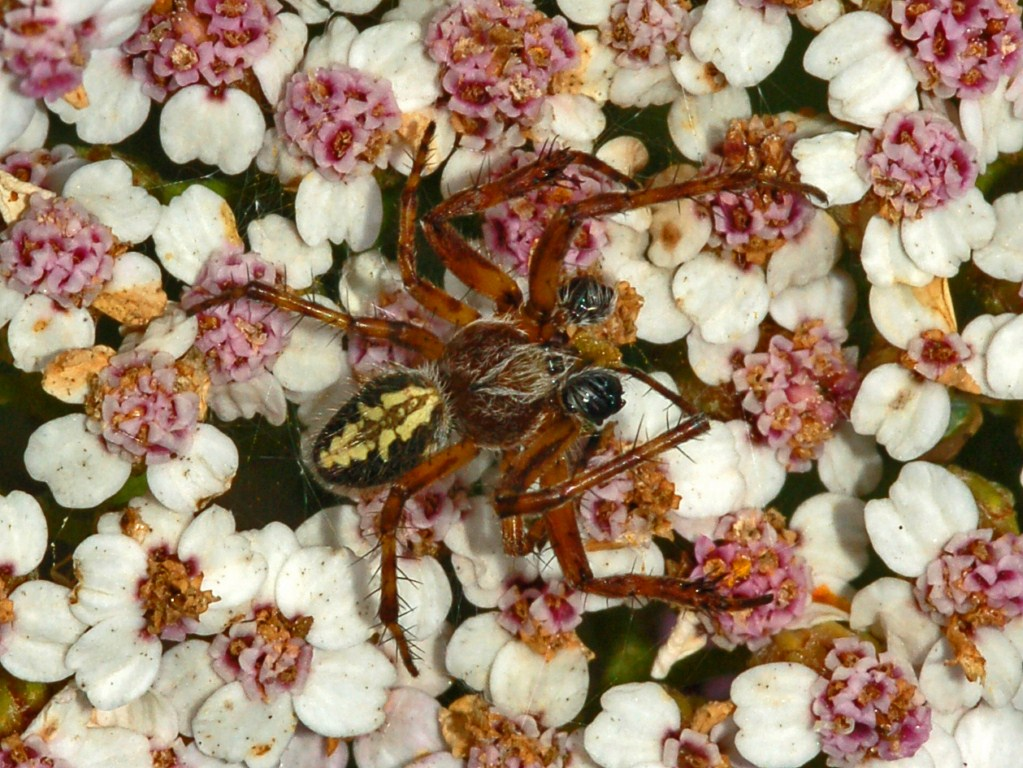
Aculepeira ceropegia, con đực

Aculepeira ceropegia (tên tiếng Anh: Nhện sồi) là một loài nhện, nó dễ xác định do nó đánh dấu độc đáo trên lá sồi. Con cái dài đến 14 mm, con đực chỉ dài 8 mm.